# أوليفر بيرنارد
أوليفر (أولي) بيرنارد (بالفرنسية: Olivier Bernard)‏ (14 أكتوبر 1979 في باريس) لاعب كرة قدم فرنسي من دون نادي حاليا ويجيد اللعب في خط الدفاع .

## المسيرة الرياضية
صنع بيرنارد اسمه في نادي نيوكاسل يونايتد الإنجليزي بعدما انتقل إليه قادما من نادي ليون الفرنسي وأمضى في النادي 5 سنوات من 2000 إلى 2005 ثم وافق على الانتقال بعقد إعارة لمدة موسم كامل 2000/2001 إلى نادي دارلينغتون الاسكتلندي .
بسبب الفشل في التوصل إلى اتفاق على تجديد العقد فقد قرر بيرنارد الرحيل عن نادي نيوكاسل يونايتد وتوجه إلى نادي ساوثهامبتون حيث وقع على عقد يمتد لخمسة أشهر فقط اعتبارا من 31 يناير 2005 .
بعد هبوط فريق ساوثهامبتون من الدوري الإنجليزي الممتاز إلى بطولة دوري كرة القدم في نهاية موسم 2004/2005 قرر بيرنارد عدم تجديد العقد ورحل إلى نادي رينجرز الإسكتلندي ووقع معهم على عقد يمتد موسمين اثنين اعتبارا من 1 سبتمبر 2005 .
بعد نهاية أول موسم له في نادي رينجرز قرر المدرب الفرنسي بول لوجوين الاستغناء عن بيرنارد بعدما شارك في 9 مباريات فقط وأصبح عالة على الفريق.
تضاربت آراء مشجعو نادي نيوكاسل يونايتد بعدما تم التعاقد معه مجددا في 1 سبتمبر 2006 حيث فضل بيرنارد العرض المقدم من نادي نيوكاسل يونايتد على عرض نادي ليدز يونايتد .
على الرغم من ذلك فإن فترته الثانية في نادي نيوكاسل يونايتد لم تحقق له النجاح حيث عانى بيرنارد من عدم اكتمال لياقته البدنية بسبب سلسلة متواصلة من الإصابات تعرض لها أثناء التدريبات. في 16 مايو 2007 صرح المدير الفني لنادي نيوكاسل يونايتد سام ألارديس بأن بيرنارد بالإضافة إلى تايتوس برامبل، أوغوتشي أونييوو، كريغ مور ، وبافيل سيرنيتشيك سوف يتم الاستغناء عنهم في فترة الانتقالات الصيفية.
حاليا يتدرب بيرنارد في نادي تورونتو الكندي من أجل المحافظة على لياقته البدنية بعدما تقدم صديقه لاعب الوسط بفريق تورونتو لورينت روبرت بطلب إلى إدارة النادي من أجل السماح لصديقه بالتدرب مع الفريق.

## روابط خارجية
- أوليفر بيرنارد على موقع قاعدة بيانات كرة القدم.إي يو (الإنجليزية)
- أوليفر بيرنارد على موقع ليكيب (الفرنسية)
- أوليفر بيرنارد على موقع Soccerbase.com (لاعب) (الإنجليزية)
- أوليفر بيرنارد على موقع عالم كرة القدم.نت (الإنجليزية)
- أوليفر بيرنارد على موقع كووورة